# ANAS
ANAS S.p.A.（アナス S.p.A.）は、Azienda Nazionale Autonoma delle Strade の略で、イタリアの株式会社である。資産は国家が保有し、道路網と高速道路と利益の管理を行っている。2003年からは株式会社 (S.p.A.) の形態をとっているが、依然として道路公団、道路庁などとも訳される事が多い。
この会社は1928年からイタリアの道路網の管理を行っていたAASSを元に1946年6月27日に設立された。

## 沿革
1928年に設立されたit:Azienda autonoma statale della strada ; AASSを前身とする。1946年6月27日、Azienda Nazionale Autonoma delle Strade ; ANAS（国営道路公団）に改称された。1995年、公益法人となりEnte nazionale per le strade（国立道路機構）に改称された。2002年、株式会社となった。現在なおANASを通称として用いている。